# San Román de San Millán
San Román de San Millán (oficialmente Durruma/San Román de San Millán)  es un concejo del municipio de San Millán, en la provincia de Álava, País Vasco (España).

## Historia
Hacia 1915, el lugar, ya por entonces perteneciente a San Millán, tenía contabilizadas veintiséis casas. Aparece descrito en el  tomo de la Geografía general del País Vasco-Navarro dedicado a Álava y coordinado por Vicente Vera y López con las siguientes palabras:

San Román.―Dista de Narbaja 11 kilómetros; su población es de 122 almas de hecho y 116 de derecho; cuenta 26 casas. Limita, al N., con Albéniz y Amézaga; al S., con la sierra de Encia; al E., con Urabáin, y al O., con Vicuña. Su parroquia, que fué de patronato del conde de Oñate, está dedicada al santo de su nombre y es de categoría rural de segunda clase, perteneciente al arciprestazgo de Salvatierra. Tiene una escuela pública incompleta. Le pertenece el monte llamado de Arnaseca, de 80 hectáreas, y tiene participación en los de otros lugares.
(Vera y López, 1915-1921, pp. 519-520)

En 2022, tenía empadronados 90 habitantes.

## Demografía
| Gráfica de evolución demográfica de San Román de San Millán entre 2000 y 2017 |
|                                                                               |
| Población de derecho según los censos de población del INE.                   |

## Patrimonio
Hay en el concejo una iglesia de San Román.